# Great Clifton
Great Clifton es una localidad situada en el condado de Cumbria, en Inglaterra (Reino Unido), con una población estimada, a mediados de 2019, de 600 habitantes.
Se encuentra ubicada al norte de la región Noroeste de Inglaterra, cerca de la frontera con Escocia y con la región Nordeste de Inglaterra y de la costa del mar de Irlanda.